# 哈爾梅烏鄉
47°58′N 23°01′E / 47.967°N 23.017°E
哈爾梅烏鄉（羅馬尼亞語：Comuna Halmeu, Satu Mare），是羅馬尼亞的鄉份，位於該國西北部，由薩圖馬雷縣負責管轄，面積45平方公里，海拔高度125米，2007年人口4,818，人口密度每平方公里107人。